# Кириак Анконский
Кириа́к Анконский (итал. Ciriaco de Ancona; 31 июля 1391, Анкона — после 1449, Кремона) — итальянский гуманист эпохи Возрождения, «отец археологии».

## Научная деятельность
Он был первым, предпринявшим путешествия по странам классического мира с целью научных изысканий. Результаты своих путешествий (1435—1438 по Греции; 1444 по Греции и Малой Азии) Кириак изложил в дневниках и в сочинении, озаглавленном «Комментарии»; но из них сохранились только небольшие отрывки, как, например, в записной книжке архитектора Джулиано Сангалло, хранящейся в библиотеке Барберини, в Риме, и в мюнхенской тетради («Codex») рисунков Гартманна Шеделя. Кроме того, он посетил Египет, Сирию, Ливан, Далмации.
В обеих рукописях имеются копии с рисунков дневника Кириака, которые представляют большой научный интерес, так как Кириак видел некоторые памятники в значительно лучшем виде, чем тот, в каком они сохранились в настоящее время. 5 апреля 1436 года он описал и зарисовал руины древнегреческого города Эретрия на острове Эвбея.
Кириак считается одним из основателей археологии, так как собирал и зарисовывал древности во всех странах восточного Средиземноморья. В частности, сохранились сделанные им зарисовки таких памятников, как колонна Юстиниана, египетские пирамиды и Парфенон. Полным восстановлением трёх частей «Комментариев» занимался де Росси.